# オランジュリー美術館
オランジュリー美術館（オランジュリーびじゅつかん、仏: Musée de l'Orangerie）はフランスのパリにある印象派とポスト印象派の美術館である。

## 概要
セザンヌ、マティス、モディリアーニ、モネ、ピカソ、ルノワール、シスレー、スーティンなどの作品を収蔵している。
1区のコンコルド広場の隣、テュイルリー公園内にセーヌ川に面して建っている。もともとはテュイルリー宮殿のオレンジ温室（オランジュリー）だったが、1927年、モネの『睡蓮』の連作を収めるために美術館として整備されたのである。
1965年からはフランスに寄贈されたジャン・ヴァルテル&ポール・ギヨームコレクションの散逸を防ぐために保護に当たっている。
1999年8月から改装のため永らく休館が続いていたが2006年5月再オープンした。
1998年に讀賣新聞社と日本テレビが企画・主催して当美術館所蔵の『ジャン・ヴァルテル＆ポール・ギョーム コレクション』の油彩画の公開展覧会が東京都渋谷区の東急Bunkamuraに於いて開催されたことがある。
アクセス
- メトロ1、8、12号線　コンコルド駅（Concorde）下車

## 著名な作品
- ポール・セザンヌ
  - セザンヌ夫人の肖像（1890年）
- クロード・モネ
  - 睡蓮
- パブロ・ピカソ
  - 水浴の女（1921年）
- オーギュスト・ルノワール
  - 風景の中の裸婦（1883年）
  - ピアノを弾く少女たち（1892年）

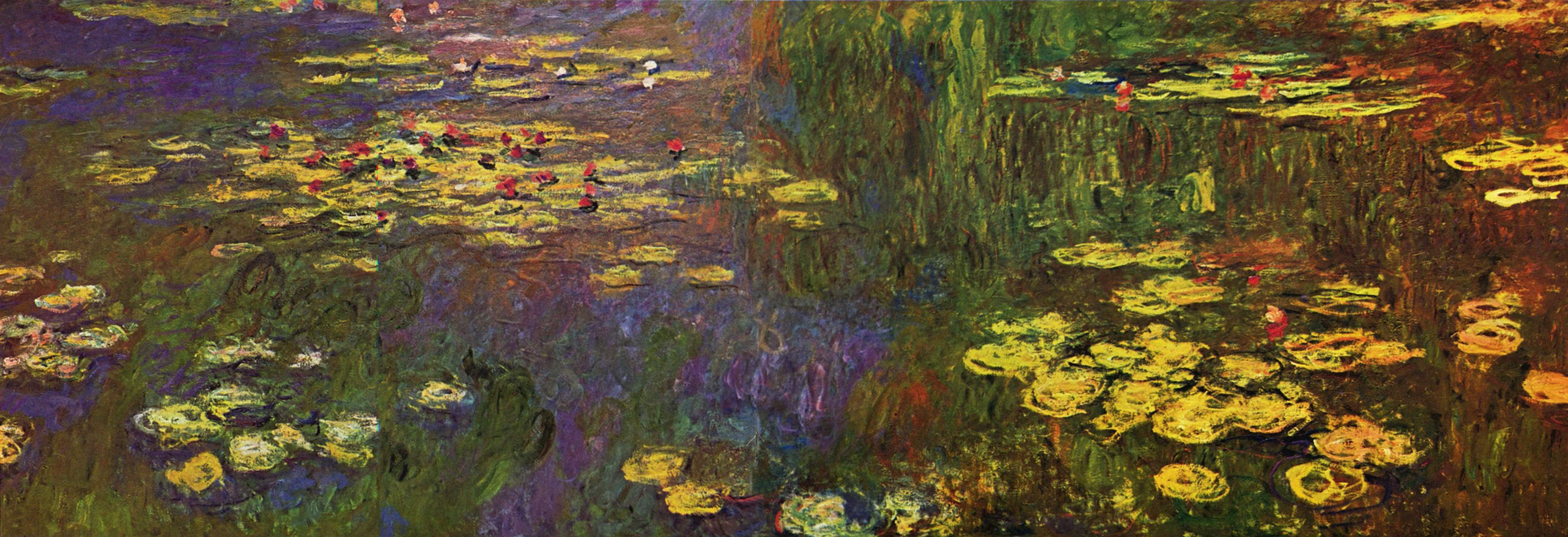
クロード・モネ『睡蓮』

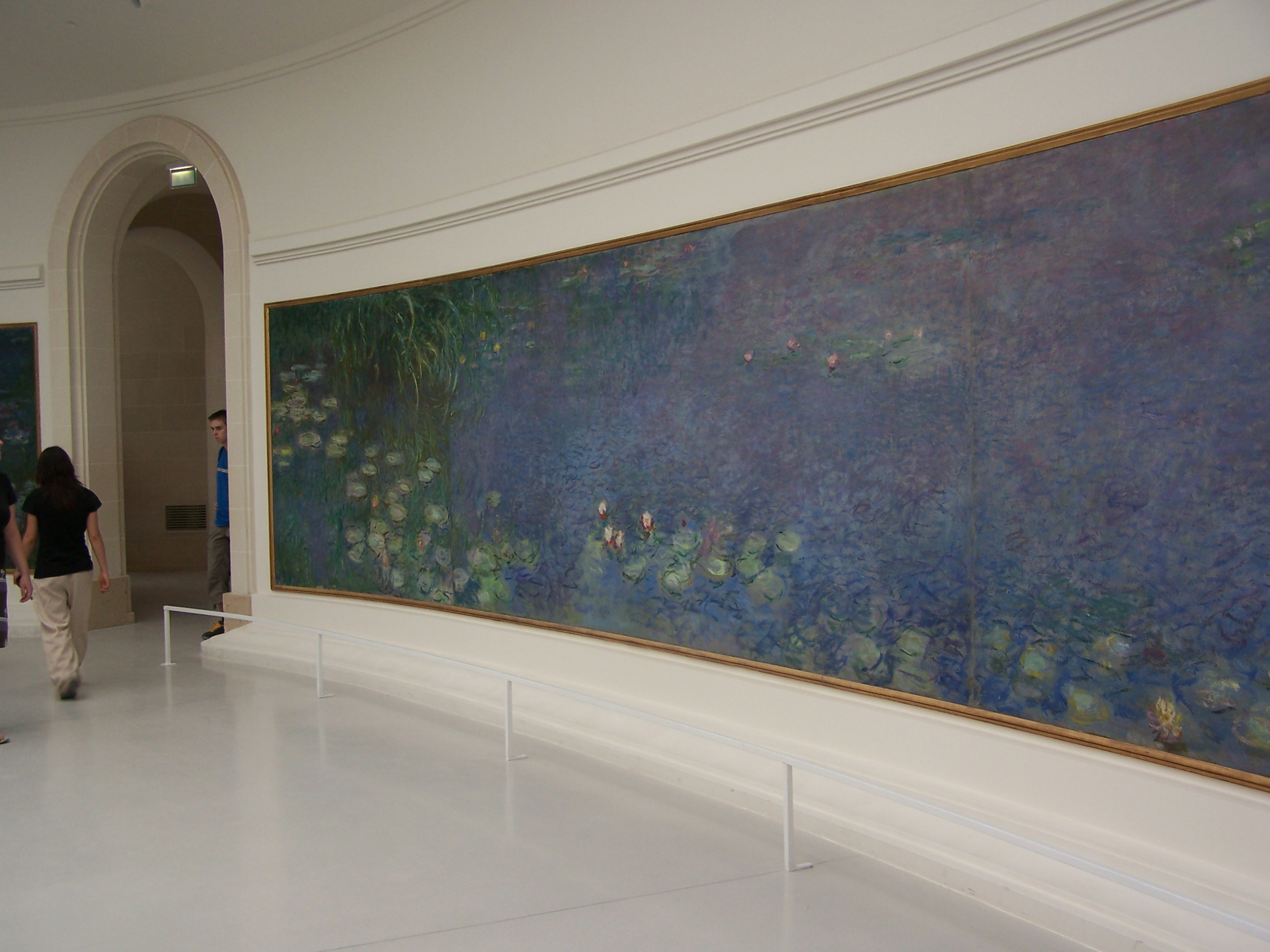
クロード・モネ『睡蓮』その展示の様子

  - ピアノを弾くイボンヌとルロル（1897年）

## 収蔵品のギャラリー

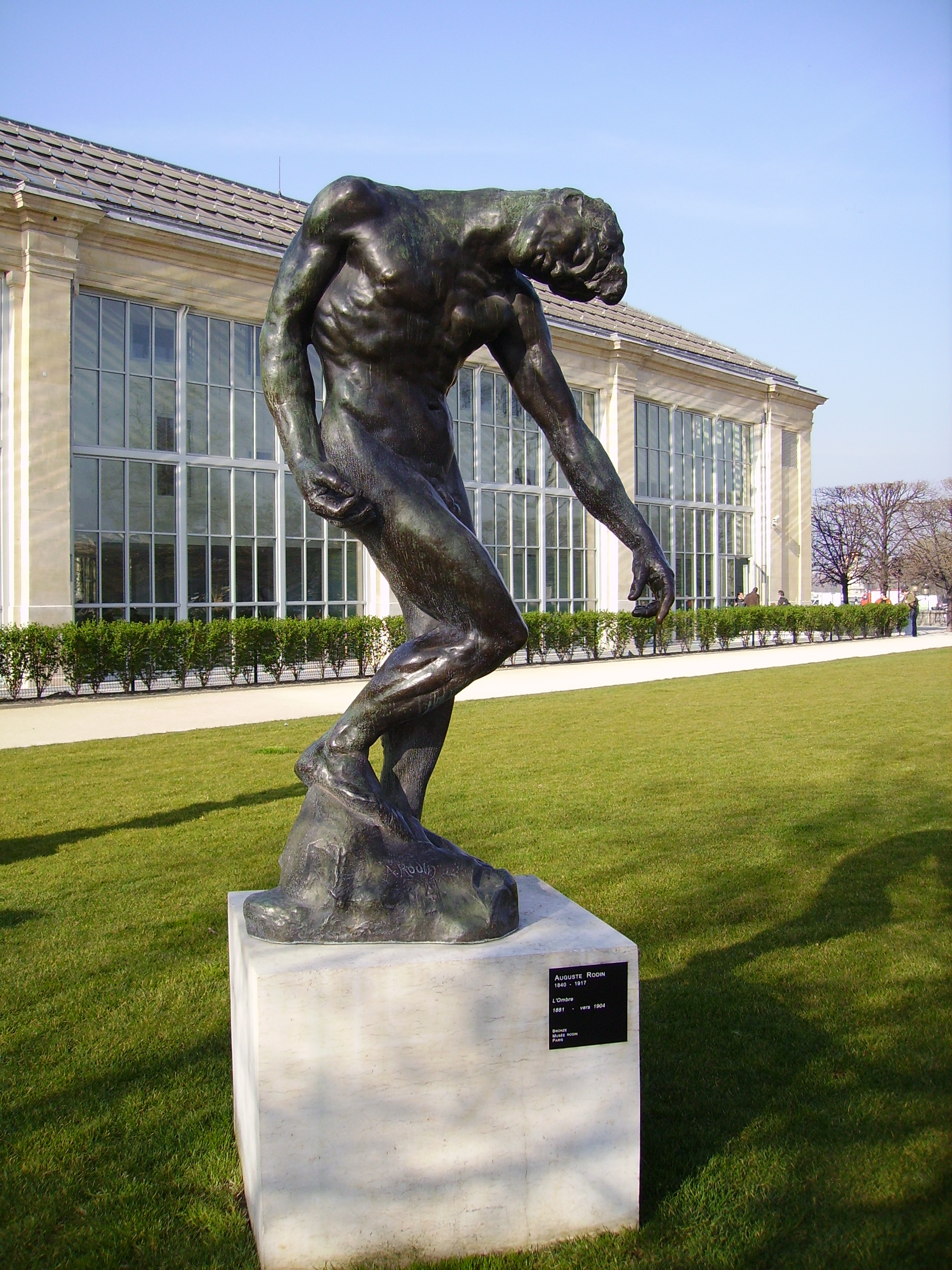
『シャドウ』ロダン
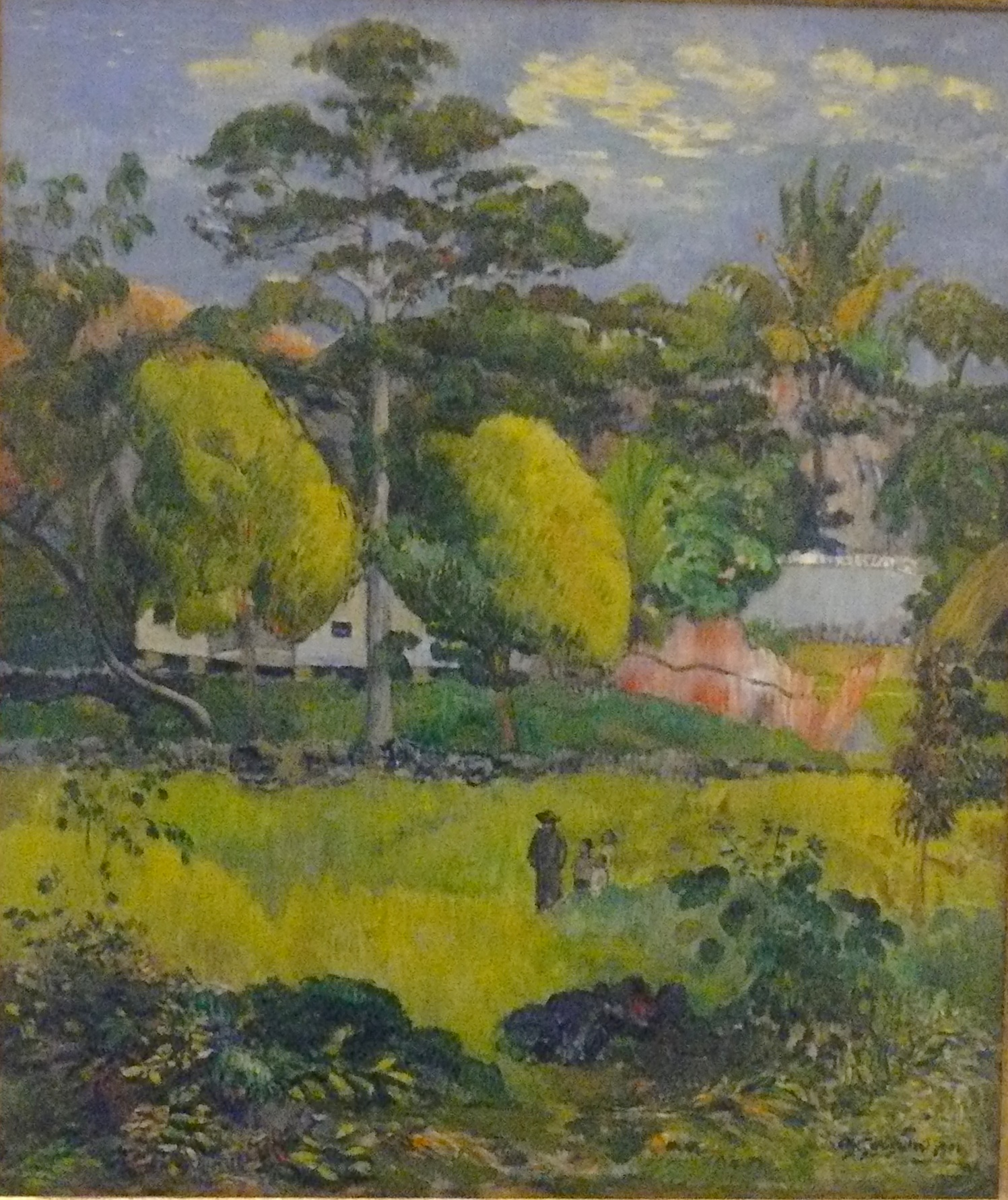
『風景』ゴーギャン
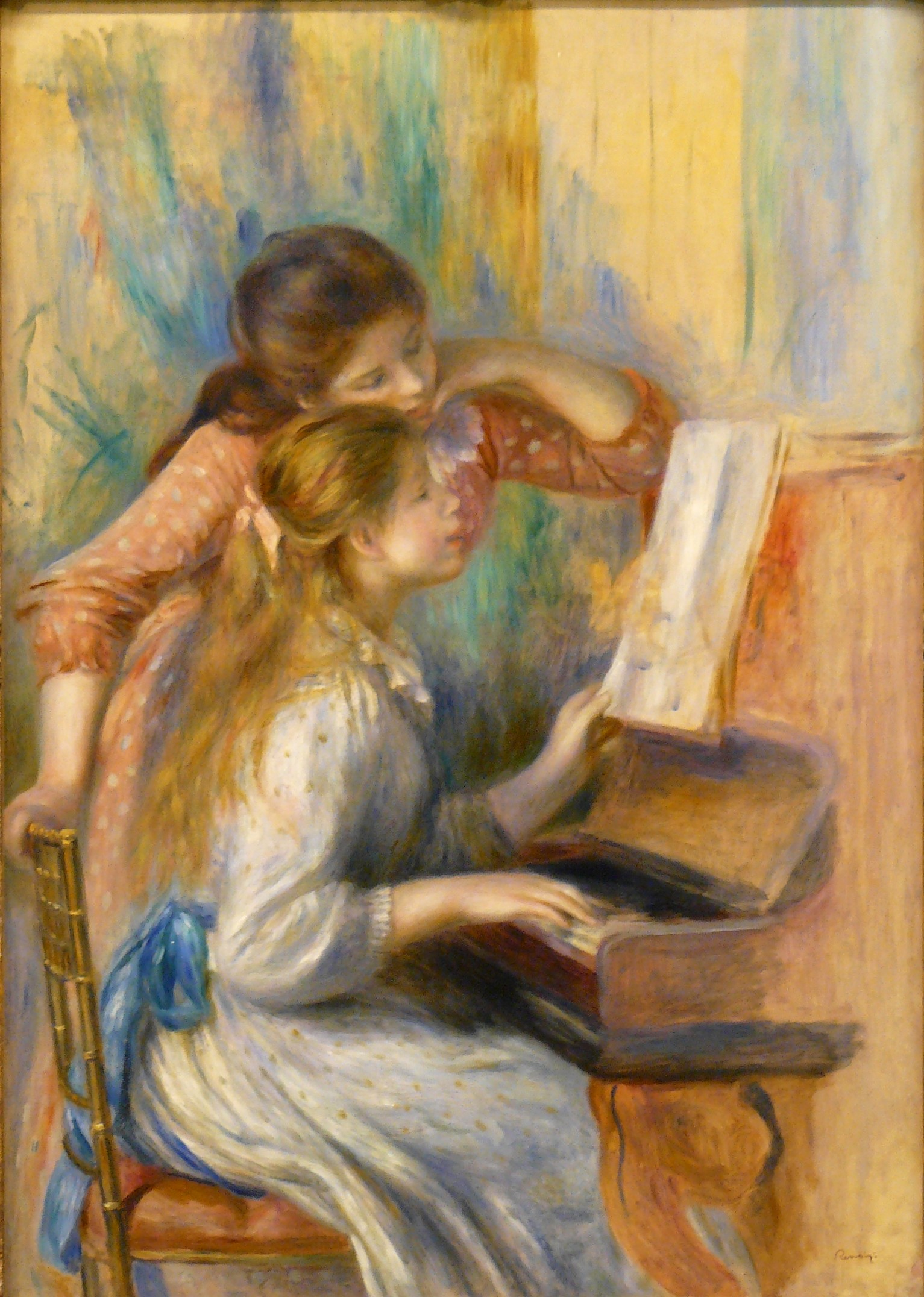
『ピアノを弾く少女』ルノワール
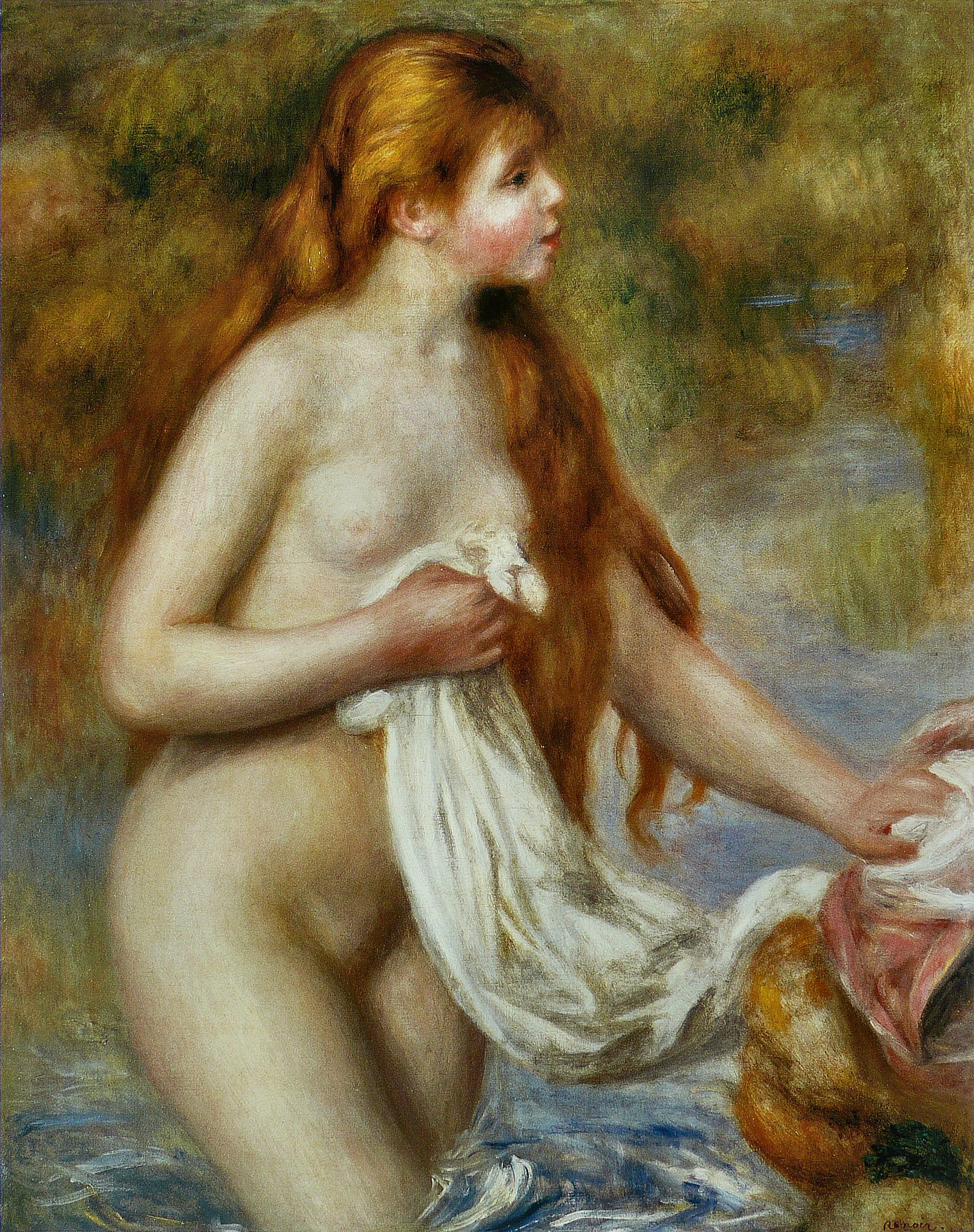
『長い髪の浴女』ルノワール
『ポール・ギヨームの肖像』モディリアーニ